# (23608) Alpiapuane
(23608) Alpiapuane ist ein Asteroid des Hauptgürtels, der am 15. Januar 1996 von den italienischen Astronomen Maura Tombelli und Ulisse Munari am Osservatorio Astrofisico di Asiago Cima Ekar (IAU-Code 098) entdeckt wurde. Der Asteroid wurde bereits im Februar 1988 unter der vorläufigen Bezeichnung 1988 CU5 am La-Silla-Observatorium der Europäischen Südsternwarte in Chile beobachtet.
Der Asteroid gehört zur Eunomia-Familie, einer nach (15) Eunomia benannten Gruppe, zu der vermutlich fünf Prozent der Asteroiden des Hauptgürtels gehören.
(23608) Alpiapuane wurde am 27. Mai 2010 nach den Apuanischen Alpen in der Region Toskana benannt, aus denen der berühmte Carrara-Marmor stammt.